# DRB 52 sorozat
A Deutsche Reichsbahn (Német Birodalmi Vasút) 52 sorozatú mozdonya a Harmadik Birodalom legfontosabb úgynevezett hadimozdonya volt, mely 1942-től a háború végéig több mint 6000 példányban készült Németországban és a megszállt területek mozdonygyáraiban. A második világháború után a rendelkezésre álló alkatrészekből további 300 db-ot szereltek össze. A mozdony feladata a háború alatt az előrenyomuló Wehrmacht utánpótlásának biztosítása, illetve a megszállt országokból a hadizsákmánynak a birodalomba való eljuttatása volt. Bár a mozdonyokat egyszerű szerkezettel és olcsóbb anyagokból alig néhány éves üzemre tervezték, a háború után Európa legtöbb országának vasútja állományba vette és sokáig nélkülözhetetlennek bizonyultak az újjáépítés során. Selejtezésük az 1970-es és 1980-as években zajlott, ezzel a típus egyike volt a forgalomból legkésőbb kivont (európai) gőzmozdonyoknak.

## A sorozat születése
A Német Birodalomnak a háború közeledtével jelentősen megnövekedett a vontatóigénye. Felmerült az igény egy olyan mozdonyra, amely erős, megbízható és összeszerelése lehetőleg minél kevesebb nyersanyagot, munkaórát valamint pénzt igényel.
A német mérnökök alapnak az egyszer már bevált 1 E tengelyelrendezésű 50-es szériát vették, melynek felépítményét kívánták egyszerűsíteni és korszerűbbé tenni. Az 50-es sorozat darabjai majd' 6000 különálló alkatrészből, 17650 munkaóra alatt 160 tonnásra készültek. Az új mozdonyok ezzel szemben a háborús igényeket figyelembe véve csupán 5000 alkatrészből, 11650 munkaóra alatt készültek 139 tonnásra, amely 6000 munkaóra megtakarítást jelentett, valamint a színesfémek felhasználási arányát is sikerült visszaszorítani (az eredetileg felhasznált 2358 kg réz/mozdony arányt sikerült 126 kg réz/mozdonyra csökkenteni). A gyártás egyszerűsítése érdekében elhagyták a vízelőmelegítőt, a füstterelőket (melyeket csak a háború után szereltek fel) és a ferde elülső keretet, csökkentették az alváz súlyát, a hajtórudakat a nehéz fémmegmunkálási technikák helyett pedig egyszerűen dupla T alakúra öntötték.
A széria gyártását csupán 1942 júniusában határozták el, így az első mozdonyok csak 1942 szeptemberében érkeztek rendeltetési helyükre. A tesztsorozat még 50 2773 – 2777 számozással készült, ezt később 52 002 – 006-ra változtatták a Henschel gyárban.
A gyártási terv havonta 500 gépre szólt 15 helyszínen, ennek ellenére az 500 darabot csak 3 hónap alatt sikerült elérni. A sorozat a német ipar legnagyobb számban gyártott mozdonya lett, több mint 6800 darab készült belőle, melyből majdnem 2000 darab került szovjet kézre. A gépek szolgálati idejét 5 évre tervezték, de a sorozat minőségét mutatja, hogy az utolsó BR 52-esek még a 70-es, 80-as években is közlekedtek, és ma is több száz darab van magángyűjtők kezében és múzeumokban.

## Német 52-es mozdonyok Magyarországon

### Először
A második világháború után rengeteg 52 sorozatú mozdony maradt magyar területen is. Ezek legnagyobb része a Vörös Hadsereg „T–CCCP” hadizsákmány-jelét (T=Trofejnij, azaz zsákmány) viselte, és rövidesen a Szovjetunióba szállították azokat.
Két, a háború alatt a MÁV által bérelt 52-es a harcok befejeztével a GYSEV-hez került. Ezek egyikét, az 52 2421 pályaszámút a GYSEV 1947-ben 501-es pályaszámmal állományába vette. Az 501-es pályaszámú mozdonyt 1952-ben a 41-es pályaszámúval együtt két 323-as és egy 410-es sorozatú mozdonyért cserébe a MÁV-nak adta át. 

### Másodszor
Az 1960-as években újra eljött az 52-esek ideje. A MÁV 1963 nyarán vásárolt 100 darab ТE sorozatú, azaz a háború után hadizsákmányként a Szovjetunióba került német 52 sorozatú hadimozdonyt az SzZsD-től , mivel felmerült a gőzösüzem meghosszabbítása az elégtelen mozdonyutánpótlás miatt. A magyar számozási rendszerben az 520 sorozatjelet kapták. 94 db mozdonyt normál nyomtávolságúra alakítottak vissza, ezeket 520,001–094 pályaszámokon álltak forgalomba. 6 db mozdonynál a záhonyi átrakókörzet tolatási munkáinak ellátására megtartották a széles nyomtávolságú kivitelt – ezeket 520,5001–5006 pályaszámokon vették állagba.
A típus teljesítménypróbáit 1963-ban tartották az 520,007 pályaszámú mozdonnyal a Győr–Hegyeshalom és a Nagykanizsa–Székesfehérvár vasútvonalakon. 
Becenevük "Bumbardó" és "Hruscsov-Dízel" volt.

### A GYSEV szolgálatában
Az 520 sorozatú mozdonyok közül még 1963 őszén 4 db a GYSEV állományába került, majd egy rövid magyarországi próba után a vasút 9‰-et is elérő emelkedőkkel tarkított Sopron–Ebenfurt vonalán állították forgalomba, ahol a teherforgalmat látták el. 1964-ben további két 520-as került a GYSEV-hez. A mozdonyok megtartották a MÁV-nál viselt pályaszámukat.
Ezek a mozdonyok főleg tehervonatokat húztak Magyarországon, de a nagy tengelyterhelés és az öt tengely miatt sok vonalon nem közlekedhettek. Selejtezésük nagyon hamar, már 1964-ben elkezdődött, és az 1980-as évekig zajlott.

### Megmaradt 520-asok
Az 520.034 számú példány ma a Magyar Vasúttörténeti Parkban, az 520.075 számú példány Hatvanban a Népkertben, míg az 520.030 számú példány pedig Fertőbozon található.

## Galéria

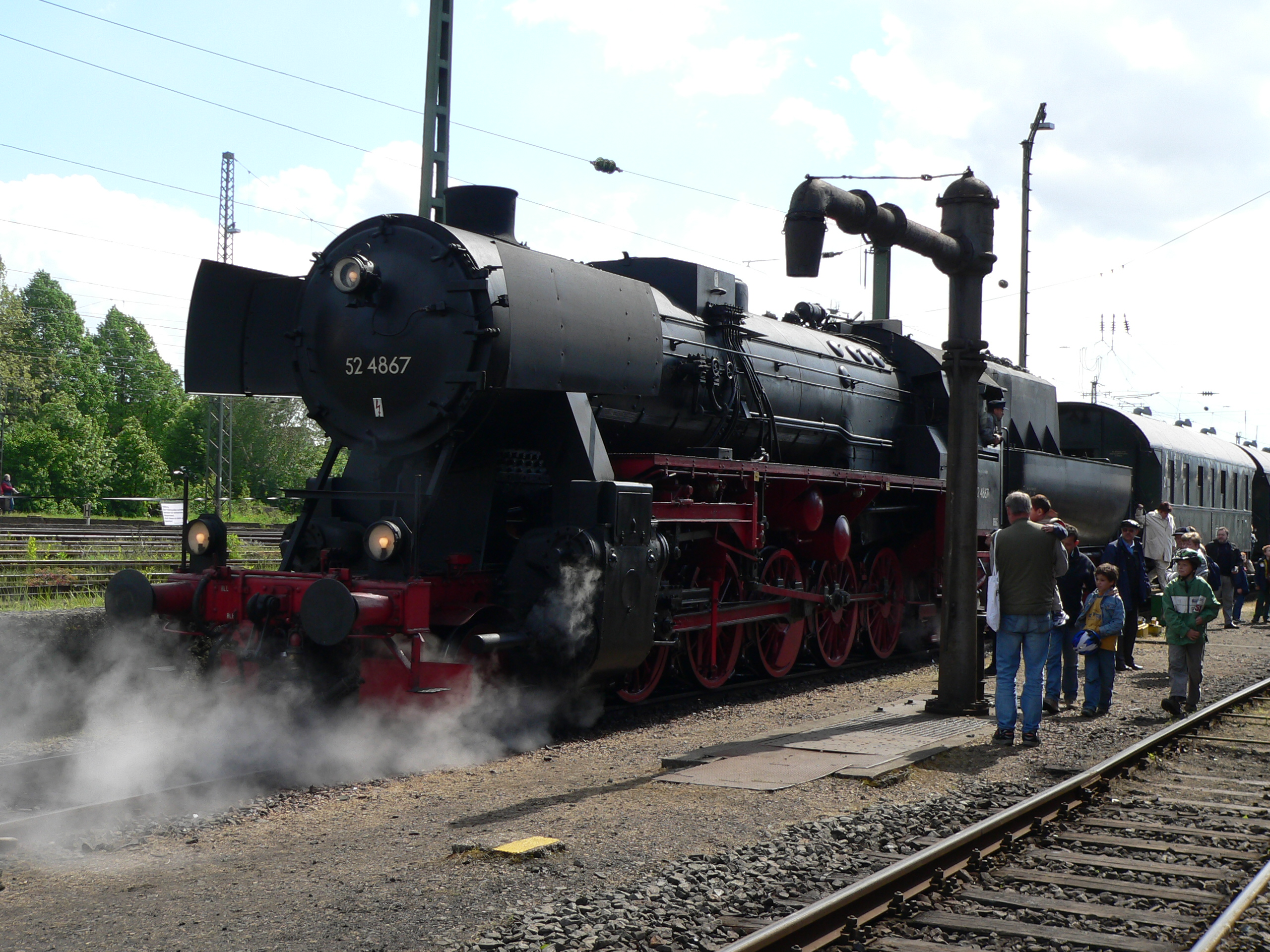
DB 52 4867 (2005)
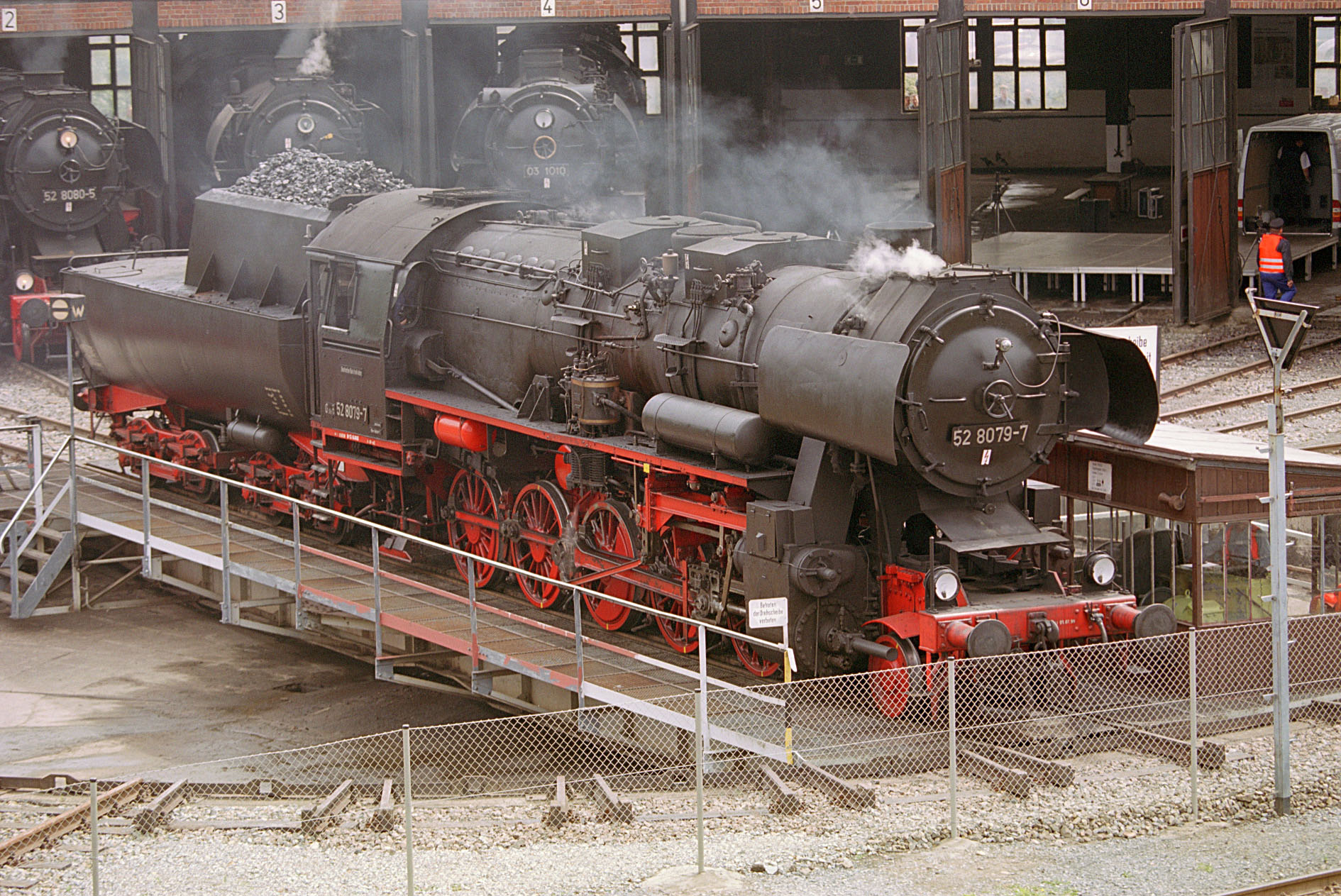
DR 52 8079-7
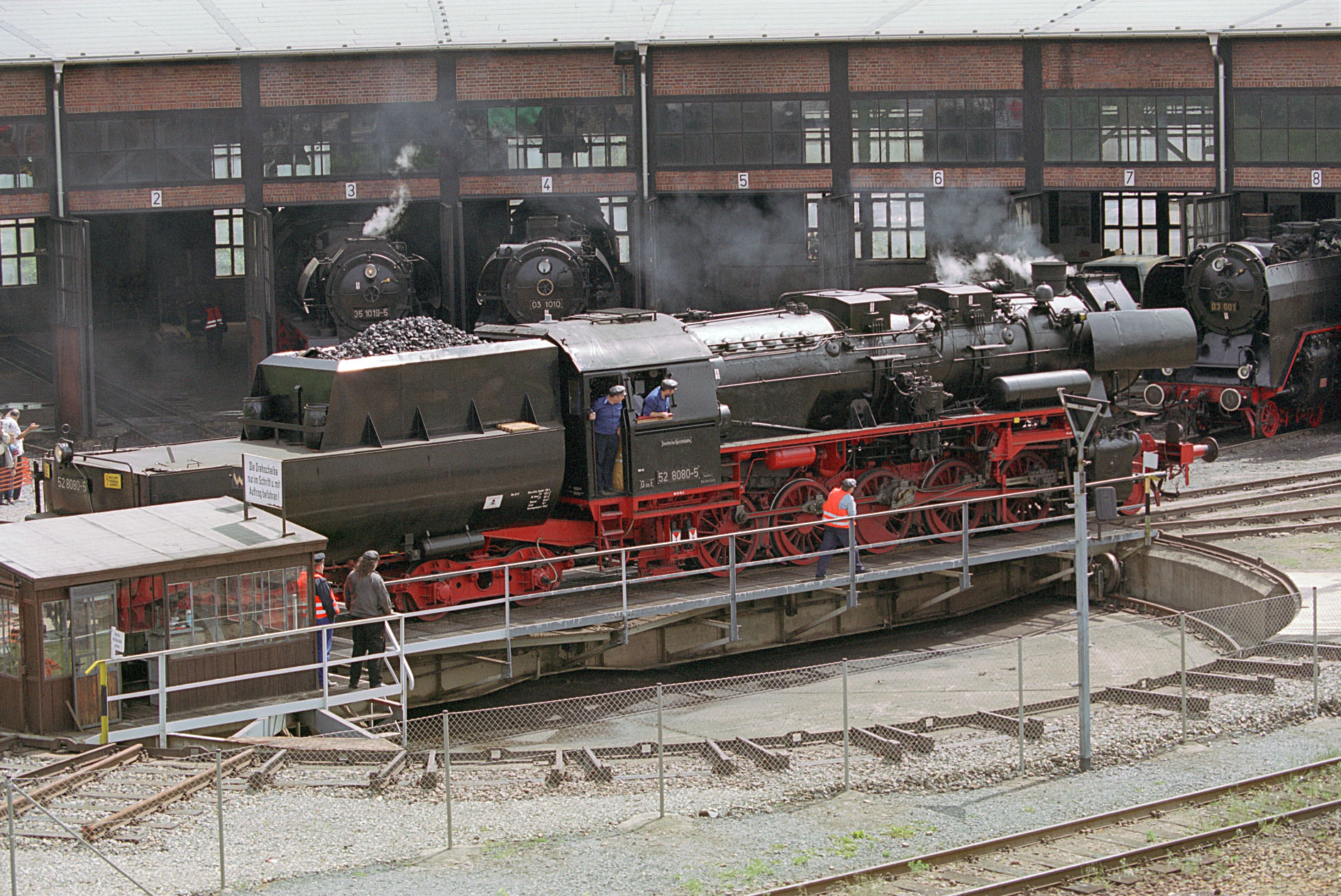
DR 52 8080-5
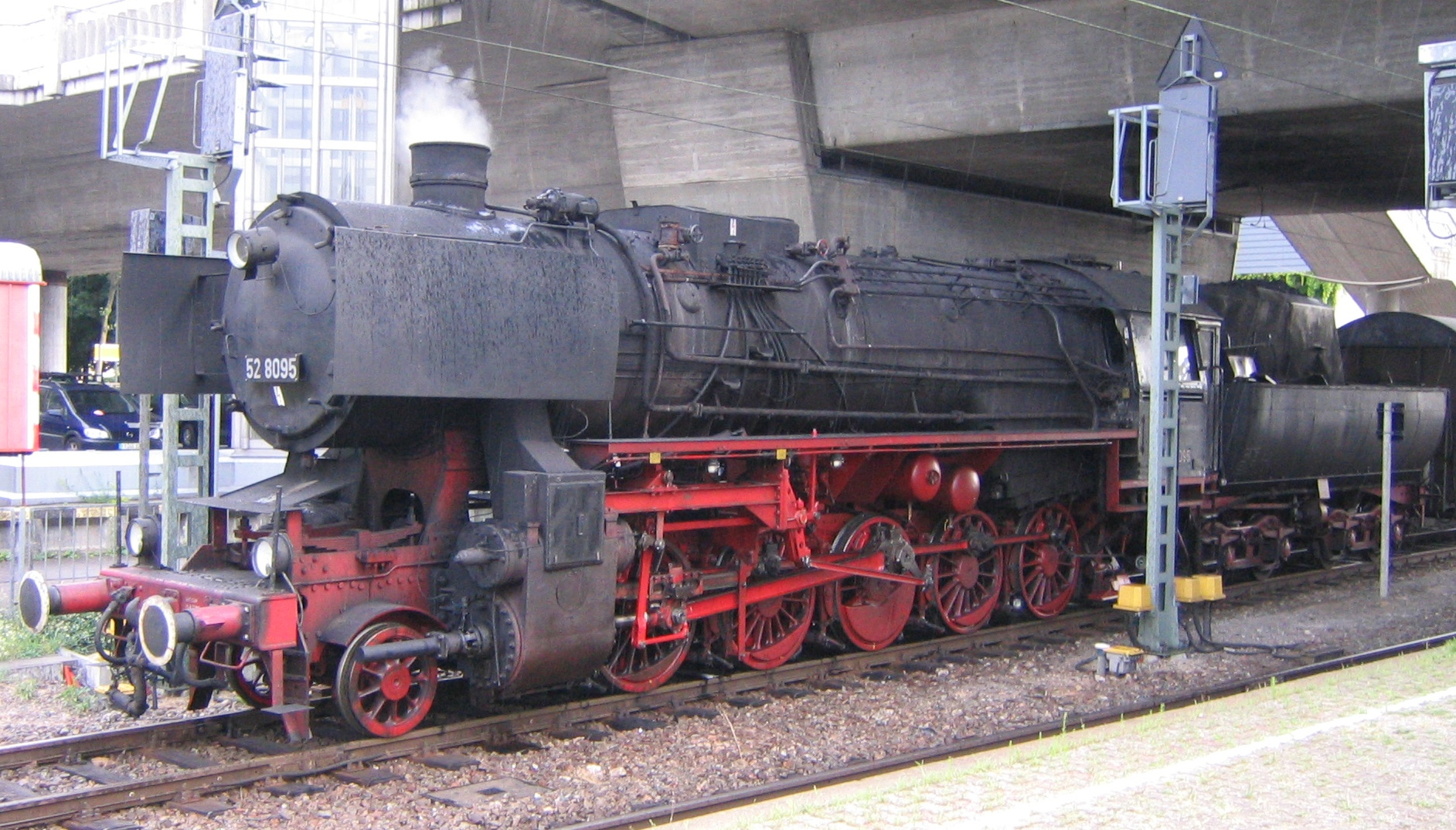
DR 52 8095 Freiburgban (2005)
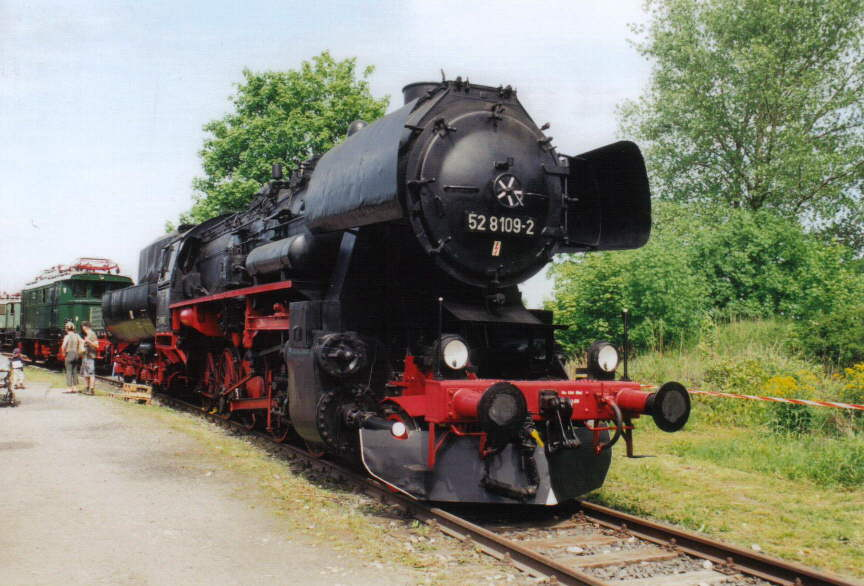
DR 52 8109 Weimarban (2003)
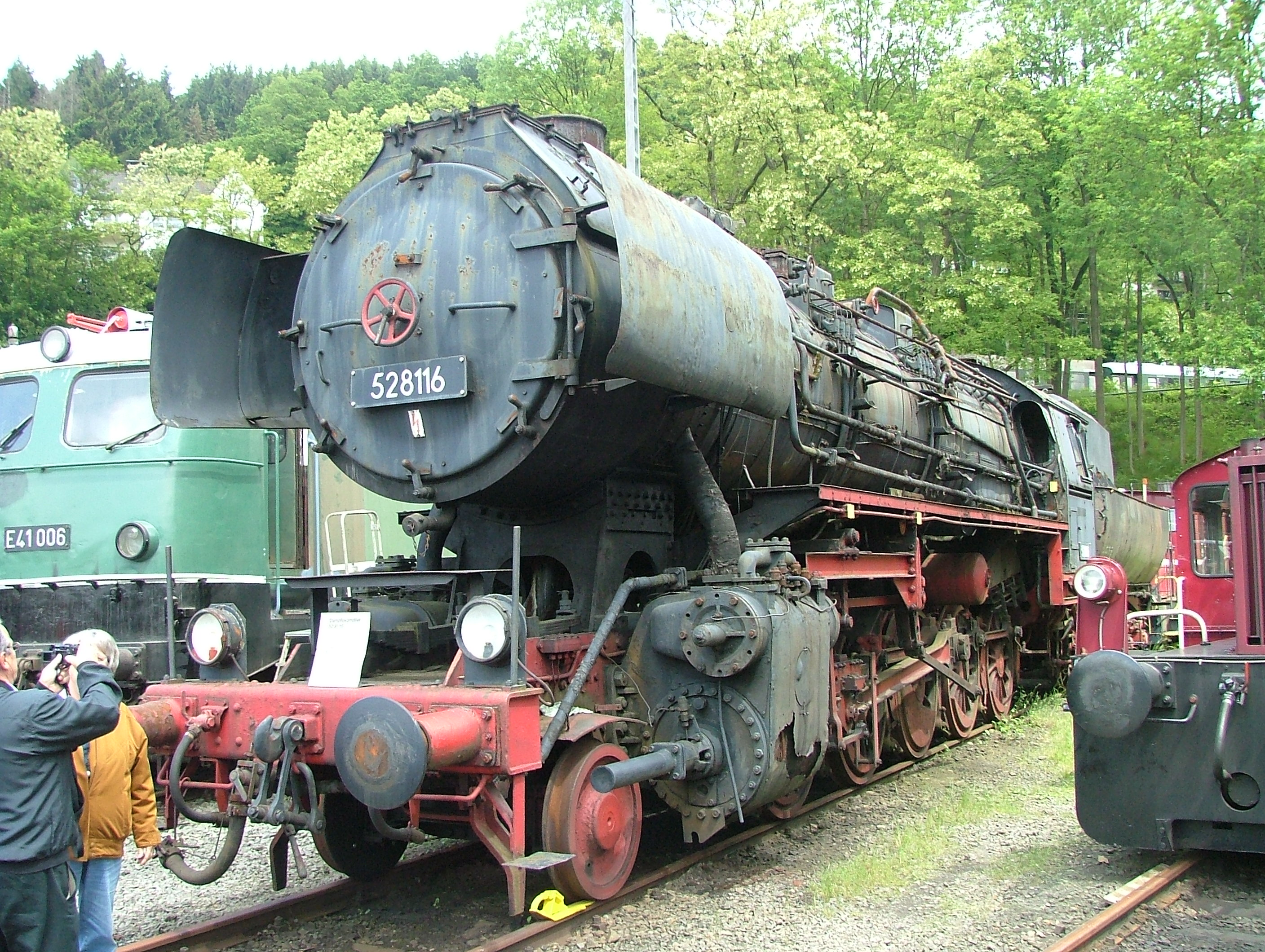
DR 52 8116 az Eisenbahnmuseum Dieringhausenban (2006)
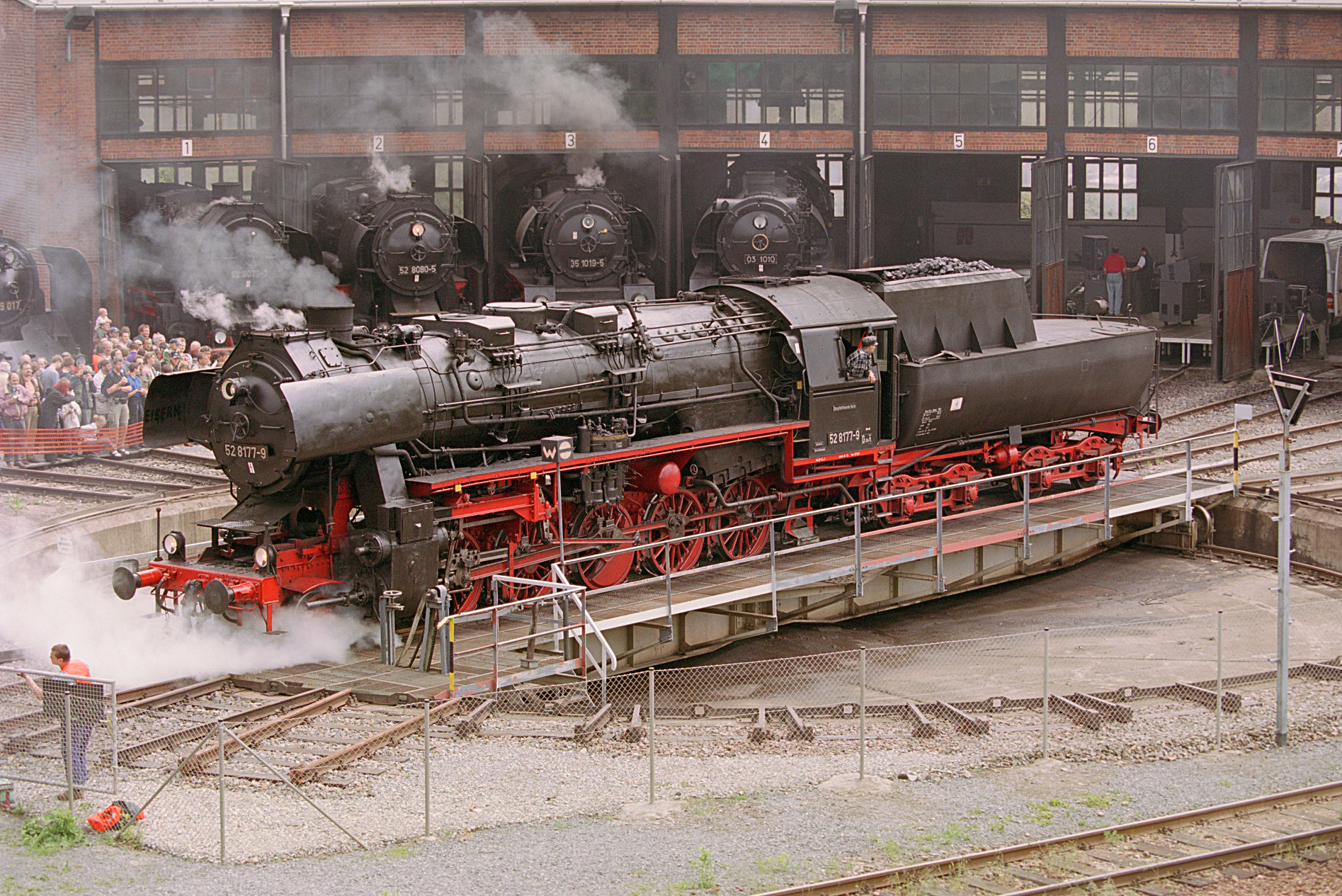
DR 52 8177